# Кстати ни о чём
«Кстати ни о чём» (англ. Apropos of Nothing) —   мемуары американского кинорежиссёра  Вуди Аллена 2020 года.

## Предыстория
Изначально книга должна была быть опубликована издательство Grand Central Publishing, входящей в Hachette Book Group, в апреле 2020 года, но 6 марта  года Hachette заявила, что не намерена публиковать её из-за обострившегося сексуального скандала.   Мемуары были опубликованы на английском языке издательством Arcade Publishing  и на итальянском языке издательством La nave di Teseo   23 марта 2020 года. Фотография Аллена на задней обложке была сделана  актрисой  Дайан Китон.
Аллен ранее публиковал сборники эссе. Планировал выпустить в 2003 году мемуары в издательстве Penguin, но, как сообщается, передумал.

## Содержание
«Кстати ни о чём» охватывает детство Аллена в Бруклине в 1940-х годах, а также его раннюю карьеру,  сотрудничество  с Мелом Бруксом, Нилом Саймоном и Ларри Гелбартом,   его ранние стендап-годы в Гринвич-Виллидж.  Аллен  пишет о своей обширной фильмографии и сотрудничестве с актёрами на протяжении всей своей карьеры, такими как Дайан Китон, Эмма Стоун, Скарлетт Йоханссон, Кейт Бланшетт, Кейт Уинслет, Майкл Кейн, Алан Алда, Алек Болдуин и Хавьер Бардем, Луи Си Кей и  Тимоти Шаламе. Последнего режиссёр также обвиняет в предательства ради успеха собственной карьеры.
Аллен также обсуждает свою семейную жизнь, в том числе  отношения с женой  Сун-И Превин, бывшей спутницей Миа Фэрроу, биологическим сыном Ронаном Фэрроу, приёмным сыном Мозесом  и приёмной дочерью Дилан.   Книга посвящена Сун-И Превин. Он также пишет об обвинении в растлении приёмной дочери, выдвинутом против него Миа Фэрроу; он отрицает её обвинения, сделанные в 1992 и 2014 годах, но выражает сожаление по поводу их отчуждения. Вуди Аллен пишет, что всегда готов «приветствовать  Дилан  с распростёртыми объятиями, если бы она когда-либо захотела обратиться к нам, как Мозес, но пока это всего лишь только мечта».

## Критика и отзывы
Писатель Стивен Кинг раскритиковал решение Hachette  отменить публикацию книгу: «Решение  отказаться от книги Вуди Аллена меня очень беспокоит.  Мне наплевать на мистера Аллена. Меня беспокоит то, кому в следующий раз наденут намордник.  Если вы думаете, что он педофил, не покупайте книгу. Не ходите на его фильмы. Не ходите послушать, как он играет джаз в отеле «Карлайл». Голосуйте своим кошельком... В Америке мы так делаем». Его поддержала Сюзанна Носсель из PEN America, сказав: «Этот случай представлял собой нечто вроде идеального шторма. Он касался не только противоречивой книги, но и издателя, который работал с людьми по обе стороны давнего и травматического семейного разрыва. Это представляло уникальные обстоятельства, которые явно раскрасили обозначенные позиции и принятые решения. Если в результате эта книга, независимо от её достоинств, бесследно исчезнет, читателям будет отказано в возможности прочитать её и вынести свои собственные суждения».
В статье для The Washington Post автор Моника Хесс  ругает «ужасные» и «нелепые» мемуары Аллена, критикуя их «полное отсутствие самосознания», а также критикуя автора за выпуск книги во время пандемии COVID-19.